# Церква святого Архистратига Михаїла (Ставчани)
Церква святого Архистратига Михаїла — парафіяльна церква у селі Ставчани Пустомитівського району Львівської області. Належить до Української греко-католицької церкви.

## Історія

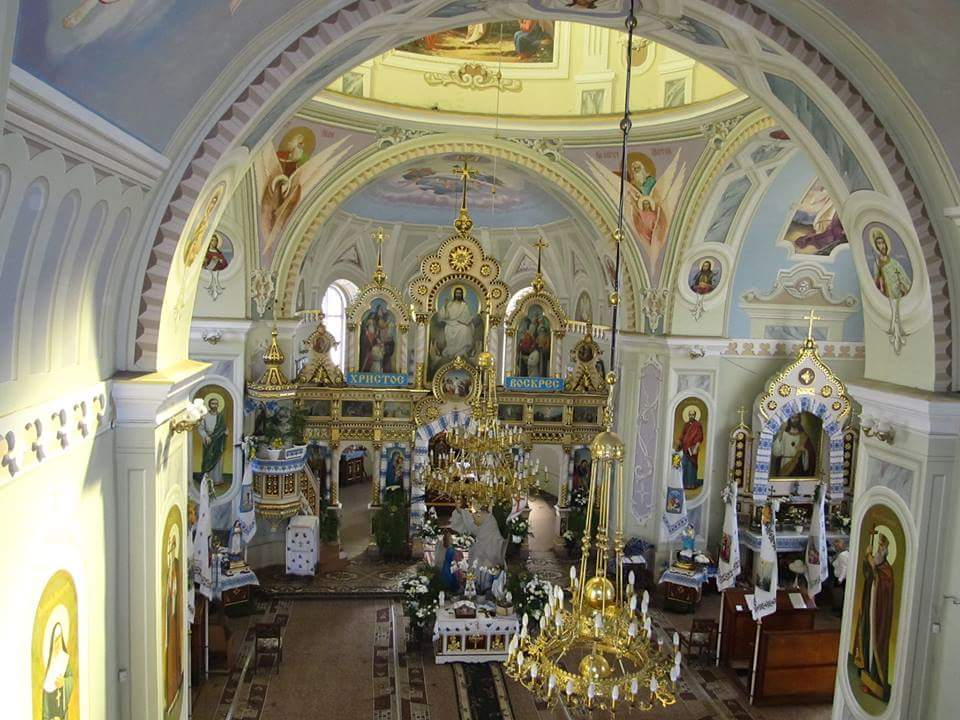
Інтер'єр церкви

Вже у 1578 році в Ставчанах була дерев'яна церква, яка згоріла. З документів 1690-х років відомо, що в селі збудували нову церкву з дерева. Коли перестала існувати давніша церква, невідомо.
В акті ревізії парохії Ставчан 1765 року також записано, що в селі є відремонтована церква, а навкруги розташовано цвинтар. У церкві зберігалися книги, надруковані в Києві, Вільнюсі, Львові. В селі було 125 «парохіян», кожен господар двору давав священнику на рік три гроші «на вино» і 18 грошів «на просфору».
Сучасна церква збудована у 1909 році (відбудована у 1928 році). Архітектор Василь Нагірний. Іконостас малював художник Антін Манастирський у 1937 році. Але невідомо, хто виготовляв дерев'яну частину іконостасу. Реставрував іконостас у 70-х роках художник Микола Кухарський. На образах збереглися імена меценатів. У 2004 році за кошти громади села церква знову була відреставрована всередині.

## Дзвіниця

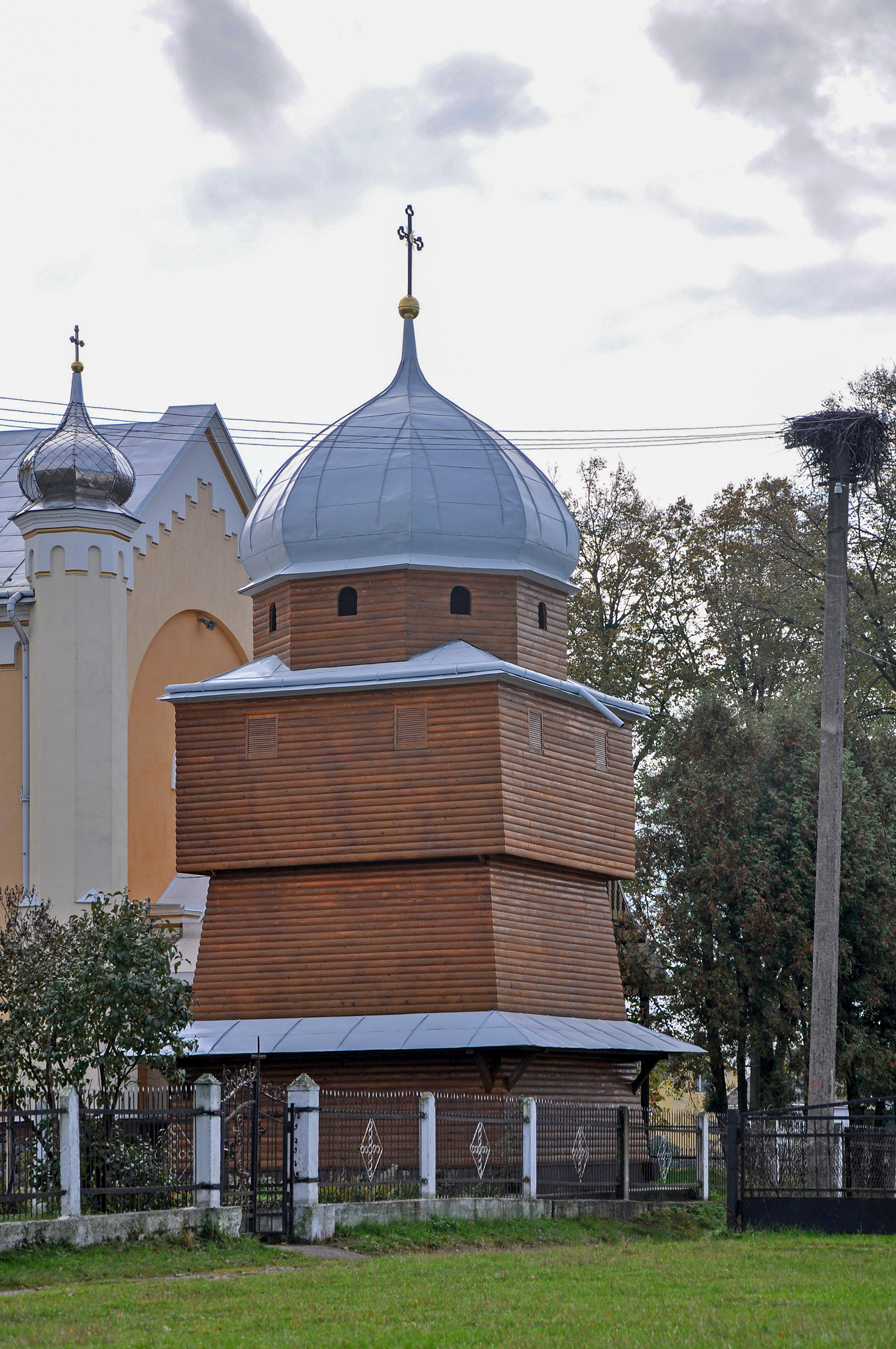
Дерев'яна дзвіниця

Поруч з церквою розташовується дерев'яна дзвіниця, яку було зведено на початку ХІХ століття. Дзвіниця є квадратною в плані, триярусною каркасною конструкцією, яка завершена куполом на восьмерику. Перший ярус оточений піддашшям на кронштейнах. На другому ярусі прорізано по два прямокутних отвори з кожної сторони. На восьмерику є невеликі напівциркульні отвори. За формою і стильовими особливостями споруда нагадує дерев'яну оборонну башту. Початково дзвіницю було покрито вертикальною шалівкою, яку після останнього ремонту (який відбувся у 2010 році) замінили на горизонтальну.
Дзвіницю внесено до реєстру пам'яток архітектури національного значення за охоронним номером 1400.